# Neewiller-près-Lauterbourg
Neewiller-près-Lauterbourg település Franciaországban, Bas-Rhin megyében. Lakosainak száma 653 fő (2022. január 1.). Neewiller-près-Lauterbourg Mothern, Niederlauterbach, Scheibenhard és Wintzenbach községekkel határos.

## Népesség
A település népességének változása:
| Lakosok száma | 632  | 639  | 662  | 656  | 662  | 668  | 670  | 662  | 653  |
|               | 2013 | 2015 | 2016 | 2017 | 2018 | 2019 | 2020 | 2021 | 2022 |